# 莫乌措尔格
莫乌措尔格是一个位于中国四川省阿坝藏族羌族自治州的淡水湖，面积约为1.22平方千米，属于云贵高原区。它的一级流域为黄河流域，二级流域为黄河干流水系。